# Turquel
Turquel est une freguesia portugaise située dans le District de Leiria.
Avec une superficie de 40,25 km2 et une population de 4 342 habitants (2001), la paroisse possède une densité de 107,9 hab/km2.